# Ghetto Litzmannstadt

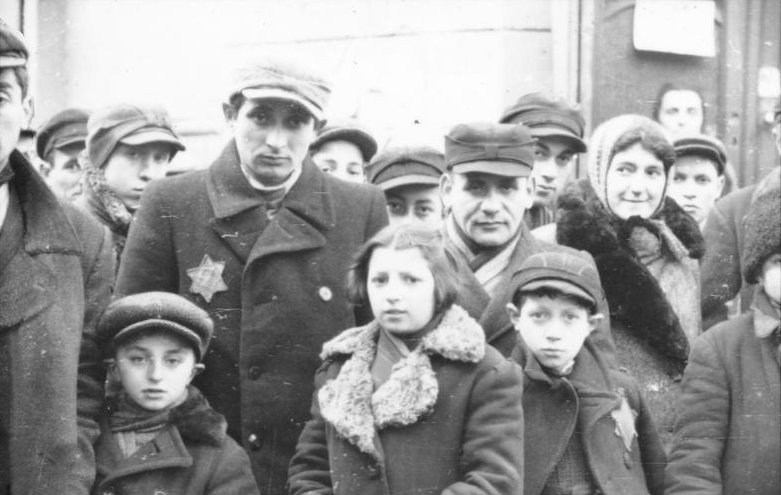
Menschen mit Judenstern, Aufnahme des Angehörigen der Propagandakompanie 689 Zermin 1941

Das so genannte Ghetto Litzmannstadt, auch Ghetto Lodsch, in Polen während der deutschen Besetzung (1939–1945) war im Zweiten Weltkrieg von 1939 bis 1944 ein Sammellager (jüdischer Wohnbezirk/Judenghetto) des NS-Staates. Es war das am längsten existierende nationalsozialistische Ghetto und nach der Zahl der Gefangenen nach dem Warschauer Ghetto das zweitgrößte in Polen. Die Stadt Łódź war im April 1940 nach dem früheren General und NSDAP-Reichstagsabgeordneten Karl Litzmann in Litzmannstadt umbenannt worden. Es diente wie auch die anderen NS-Ghettos vor allem als Zwischenstation vor der Deportation in die deutschen Vernichtungslager Kulmhof, Auschwitz II, Majdanek, Treblinka und Sobibor.

## Einrichtung des Ghettos

Plan des „Ghettos Litzmannstadt“

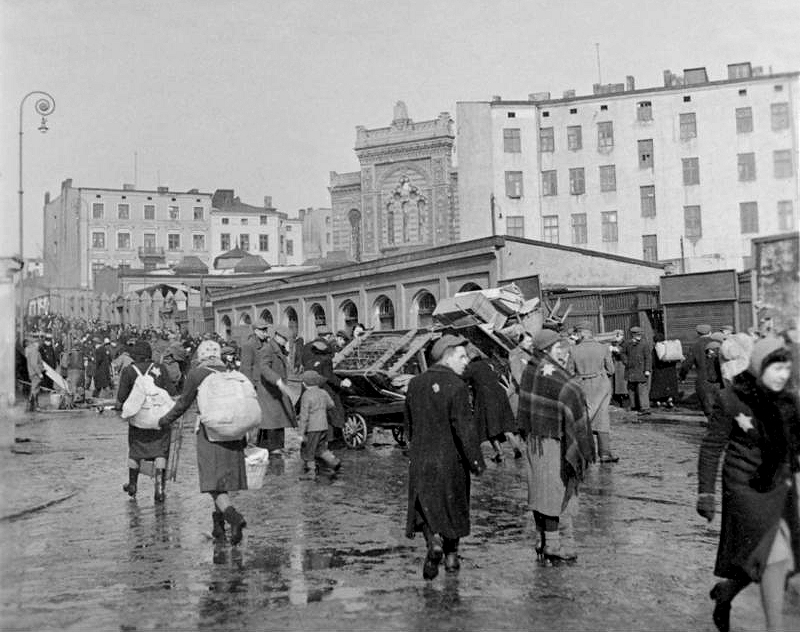
Deportation von Juden, Aufnahme Dr. Gauss vom März 1940

Mit Ausnahme Warschaus lebten in keiner anderen Stadt Europas vor dem Zweiten Weltkrieg so viele Juden wie in Łódź. Die 223.000 Juden stellten ein Drittel der Einwohner der Textilmetropole. Davon wohnten bereits vor dem deutschen Überfall auf Polen und vor der Errichtung des Gettos rund 62.000 Juden im Łódźer Armenviertel Baluty unter widrigen Umständen. Die Infrastruktur des Stadtteils war schon vor der Ghettoisierung in einem beklagenswerten Zustand; hier standen überwiegend einstöckige Holzhäuser, die größtenteils über keine Gas- oder Stromversorgung verfügten. Rund 95 % der Gebäude waren ohne Toiletten, Wasser oder einen Kanalanschluss. Durch die Umsiedlung weiterer Juden aus Łódź, dem Umland und später aus dem Reichsgebiet sowie den von den Nationalsozialisten besetzten Ländern verschärften sich die Wohnverhältnisse katastrophal.
Am 2. November 1939 besuchte Goebbels Łódź und hielt in seinem Tagebuch fest (Fragmente):

„Fahrt durch Lodz mit Besichtigung des Judenviertels Baluty. Wir steigen aus und besichtigen alles eingehend. Es ist unbeschreiblich. Das sind keine Menschen mehr, das sind Tiere. Das ist deshalb auch keine humanitäre, sondern eine chirurgische Aufgabe. Man muss hier Schnitte tun, und zwar ganz radikale. Sonst geht Europa einmal an der jüdischen Krankheit zugrunde. Fahrt über polnische Straßen. Das ist schon Asien. Wir werden viel zu tun haben, um dieses Gebiet zu germanisieren. […] In Lodz herrschen noch tolle Zustände. Die Judenplage wird allmählich unerträglich. Dazu regieren so ziemlich alle Stellen gegeneinander. Warum nur muss dieser Dreckhaufen eine deutsche Stadt werden! Es ist ja eine Sisyphosarbeit, Lodz germanisieren zu wollen. Und wir hätten diese Stadt so gut als Abladeplatz benützen können.“

Nach dem Besuch des Propagandaministers teilte die Lodzer Zeitung am 16. November 1939 als amtliches Mitteilungsblatt der deutschen Militär- und Zivilbehörden die Einführung eines Kennzeichens für die jüdische Bevölkerung, bestehend in einer 10 cm breiten gelben Armbinde, mit. Beachtenswert ist diese lokal für Łódź geltende Anweisung deshalb, da eine reichsweite Polizeiverordnung über die Kennzeichnungspflicht der Juden erst am 1. September 1941 in Kraft trat.
Am 10. Dezember 1939 verschickte der Regierungspräsident von Kalisch (später Litzmannstadt), Friedrich Uebelhoer, ein Rundschreiben zur Bildung eines Ghettos in der Stadt Lodsch. Das Schriftstück enthielt konkrete Anordnungen zur Errichtung eines Ghettos im Norden der Stadt, zur Abtrennung des Gebiets vom Rest der Stadt und zur Versorgung der Bewohner. Das Schreiben endete mit der Aussage, dass die Errichtung des Ghettos nur eine Zwischenlösung darstellt und am Ende „das Ghetto und damit die Stadt Lodsch von Juden gesäubert“ werden solle.
Im Februar 1940 erklärte der Polizeipräsident von Łódź, SS-Brigadeführer Johannes Schäfer, die im Norden der Stadt gelegenen besonders rückständigen Viertel Bałuty, Marysin und Stare Miasto (Altstadt) per Verordnung zum Ghetto. Alle nichtjüdischen Bewohner hatten den Bereich bis zum 30. April des Jahres zu verlassen, und gleichzeitig wurden zu den bereits ansässigen 60.000 Juden weitere 100.000 Lodscher Juden per Zwang einquartiert. Das neue, etwa vier Quadratkilometer große „Judenghetto“ wurde mit Stacheldraht und Mauern versehen, wozu teilweise auch ganze Straßenzüge abgerissen wurden.
Von nun an war es den Juden bei Todesstrafe verboten, ohne Erlaubnis das Ghetto zu verlassen. Die Anweisung des Kommandeurs der Schutzpolizei Litzmannstadts Walter Rudolf Keuck vom 19. Mai 1940 sah vor, dass beim Versuch, das Ghetto illegal zu verlassen, sofort ohne Vorwarnung zu schießen sei. Dasselbe galt für Personen, die beim Schmuggeln angetroffen wurden. Für die Kontrolle der Einhaltung dieses Verbotes sorgten an der Grenze des Ghettos in Wachtürmen postierte bewaffnete SS-Wacheinheiten. Der Aufbau des Ghettos erfolgte u. a. durch das Hamburger Reserve-Polizei-Bataillon 101. Die Bewachung erfolgte auch durch Polizeieinheiten, u. a. 1940-1941 durch das genannte Polizeibataillon.

### Abtrennung eines Jugendverwahrlagers
Um den 30. September 1942 wurde auf Befehl des Reichsführers SS Heinrich Himmler zur Errichtung des Jugendverwahrlagers Litzmannstadt ein Teil des Ghettos geräumt. Dieses neue „Lager“ wurde kurz vor dem ersten Transport von Kindern am 1. Dezember 1942 als separate Einrichtung eröffnet. Der Bau der Baracken wurde zwar Anfang 1943 abgeschlossen; jedoch folgte ein weiterer Ausbau bis Ende 1943. In der ulica Przemysłowa befand sich das so genannte Polen-Jugendverwahrlager der SS, in dem polnische Kinder und Jugendliche Zwangsarbeit verrichten mussten, und in einem ehemaligen Klostergebäude in der ulica Sporna ein so genanntes Germanisierungslager, in dem ausgewählte Kinder zu Deutschen umerzogen beziehungsweise dazu ausgewählt werden sollten.

## Zigeunerlager

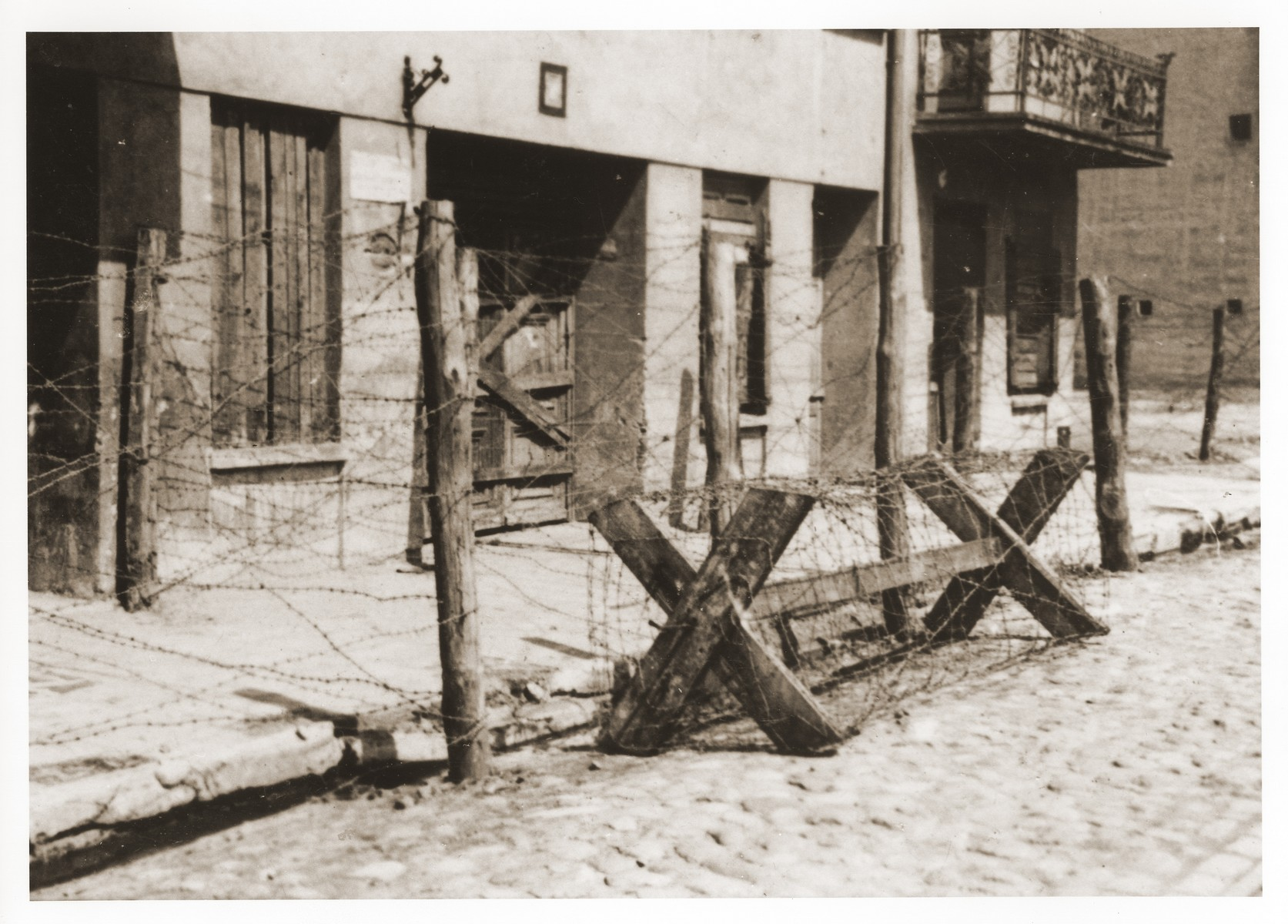
Bild vom „Zigeunerlager“ genannten Bereich.

Zwischen dem 5. und 9. November 1941 wurden 5.007 Sinti und Roma ins Ghetto deportiert und in einen separierten Bereich, das „Zigeunerlager“ (zwischen Wojska Polskiego, Obrońców Westerplatte, Sikawska und Głowackiego), gesperrt. Unter diesen Gefangenen waren 2.689 Kinder. Rund 2.000 Menschen wurden aus den im Lager Lackenbach (damals Gau Niederdonau) Internierten ausgewählt, die übrigen 3.015 stammten aus dem Gau Steiermark: 2.011 davon aus dem Bezirk Oberwart (deren Abtransport erfolgte aus dem Sammellager Pinkafeld), 1.004 aus den restlichen Gaubezirken (Abtransport aus dem Sammellager Fürstenfeld). Für die Selektion waren die jeweiligen Landräte verantwortlich.
Es gab im Lager weder sanitäre Einrichtungen noch Kochgelegenheiten. Innerhalb weniger Wochen starben mehrere hundert Menschen an Hunger und Typhus. Von hier aus erfolgten Deportationen zwischen dem 5. und 12. Januar 1942 zur massenhaften Ermordung ins Vernichtungslager Kulmhof. Der einzige Zugang zu diesem Teil des Lagers befand sich bei Haus Nr. 99 Brzezinska-Straße (heute Wojska Polskiego). Die vor Ort Ermordeten oder Verstorbenen wurden in Massengräbern auf dem Jüdischen Friedhof vergraben (Grabfelder PV und PVI).

## Lebensbedingungen

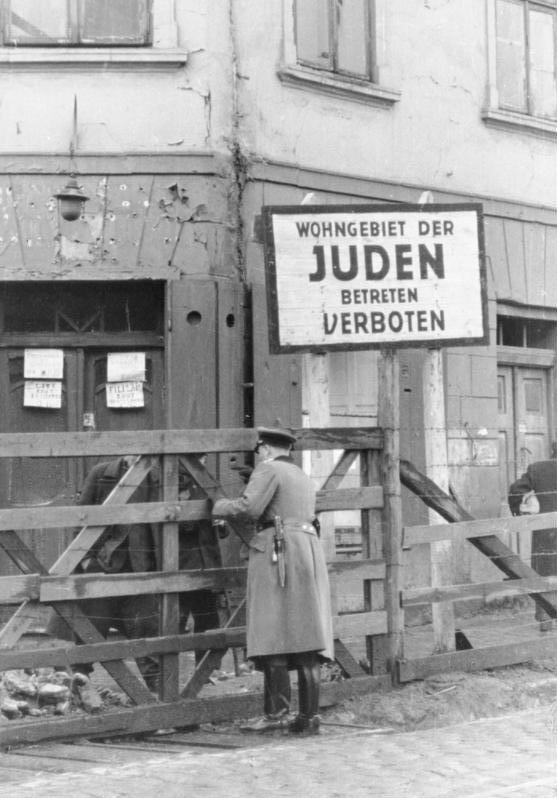
Wachtposten an Tor, dahinter Schild „Wohngebiet der Juden. Betreten verboten“; Aufnahme des Angehörigen der PK 689 Zermin 1941

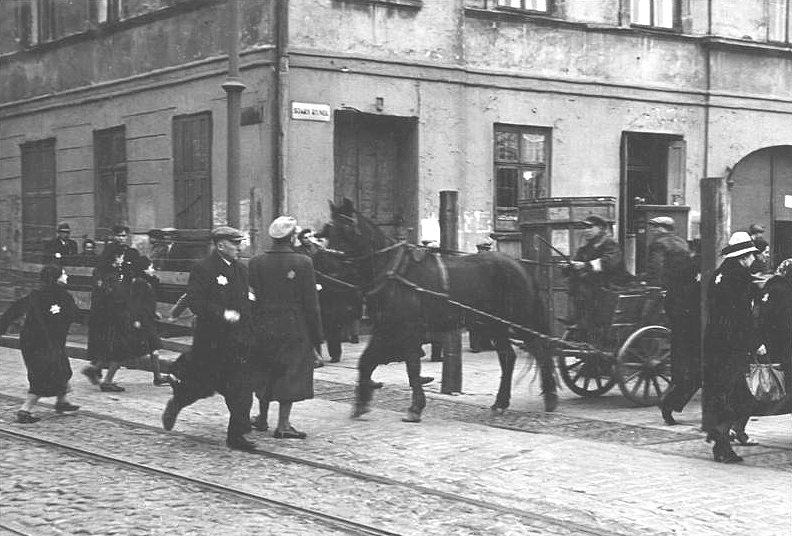
Straßenszene aus dem Ghetto, Aufnahme I. Neander, ca. 1940/1944

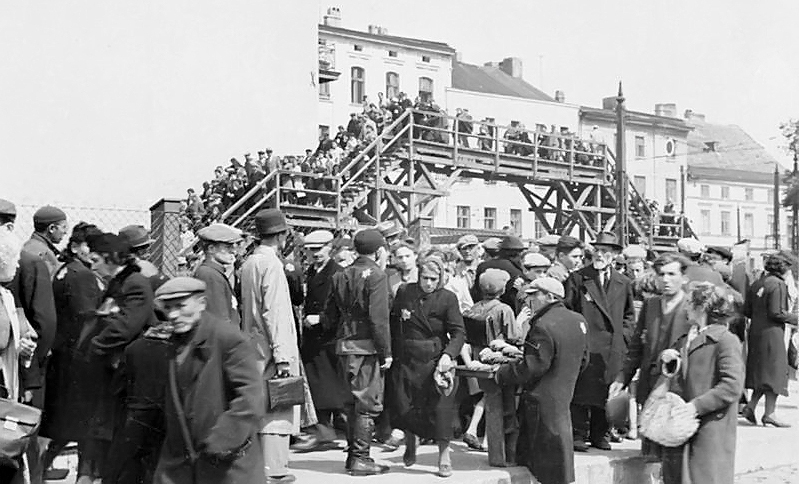
Übergang über eine Durchfahrtsstraße, Aufnahme Wilhelm Holtfreter ca. 1940/1943

Von Anfang an waren die Lebensbedingungen im Ghetto unmenschlich: Die Bewohner litten unter Unterernährung, starben massenhaft an Krankheiten oder erfroren im Winter; teilweise starben sie auf offener Straße. Von der SS wurden immer mehr Menschen wegen ihrer Zurechnung zum Judentum, vor allem aus Westeuropa, in das KZ-Sammellager „Ghetto Litzmannstadt“ deportiert.
Zwischen 1940 und 1944 starben 43.441 Personen innerhalb des Ghettos. Im Mai 1941 gab es rund 20.000 Tuberkulose-Infizierte.
1940 gab es im Ghetto 39.559 Kinder, 20.318 Jungen und 19.241 Mädchen unter 14 Jahren. 1941 kamen weitere 2.538 aus anderen Gegenden hinzu. Bis 1942 wurden noch 347 Kinder innerhalb des Ghettos geboren. In diesem Jahr lebten insgesamt nur noch 11.329 Jungen und 10.598 Mädchen im Ghetto Litzmannstadt.

## Formen der Ausbeutung
Die Nationalsozialisten sahen in den Menschen lediglich „Menschenmaterial“ mit großem Arbeitspotential, das sie bestmöglich ausbeuten wollten: Zwangsarbeiter aus Litzmannstadt waren für die Auftraggeber billig, ja beinahe kostenlos, denn den fünf Reichsmark, die jeder der 70.000 Zwangsarbeiter an Gewinn einbrachte, standen nur 30 Reichspfennig an Arbeitskosten gegenüber. Zu den Großkunden, die im Ghetto billig produzieren ließen, gehörten die Unternehmen Josef Neckermann und Heinrich Leineweber.
Vor allem Soldatenuniformen, Stiefel, Waffenteile und Munition wurden im „Ghetto Litzmannstadt“ gefertigt. Als wichtigste Transportverbindung nach außen diente der Bahnhof Radegast, über den Rohstoffe und Lebensmittel angeliefert und die fertigen Produkte abtransportiert wurden, bis Radegast schließlich zum Deportationspunkt zu den Vernichtungslagern wurde.
Durch ihre „kriegswichtige“ Tätigkeit hofften viele Juden, der Deportation entrinnen zu können. Regelmäßig wurde auch Besitz der Juden von den Deutschen beschlagnahmt. Hierbei kam es vor allem zu Beginn des Ghettos zu Kompetenzstreitigkeiten der deutschen Behörden. Während die vom Bremer Kaufmann Hans Biebow geleitete Wirtschafts- und Ernährungsstelle Ghetto die Güter des Ghettos als ihr Eigentum betrachtete, beschlagnahmten auch verschiedene andere deutsche Stellen Güter aus dem Ghetto. Auch eine Bekanntmachung des Polizeipräsidenten vom Dezember 1939 und ein Rundschreiben des Regierungspräsidenten vom 4. März 1940 änderten daran nichts. So beschlagnahmte die Kriminalpolizei, deren Aufgabe die Verhinderung von Schmuggel war, hauptsächlich Gold- und Schmuckgegenstände.

### „Jüdische Selbstverwaltung“
Die deutschen Besatzer delegierten fast die gesamte das „Ghetto Litzmannstadt“ betreffende Organisationsarbeit an ihre Opfer – von der Verteilung der ungenügenden und minderwertigen Nahrungsmittelrationen an die Bewohner und der Einteilung zur Zwangsarbeit über den Betrieb von Schulen bis hin zur Zusammenstellung der Transportlisten für die Deportationen in die Vernichtungslager.
Zu diesem Zweck wurde – wie in anderen von den Nationalsozialisten geschaffenen Ghettos auch – ein Judenrat eingesetzt und mit den genannten Aufgaben beauftragt. Die Ernennung des Judenrates erfolgte am 13./14. Oktober 1940. Chaim Rumkowski wurde als „Judenältester von Litzmannstadt“ dessen nach innen wirkender Leiter, der in Wirklichkeit keine selbständigen Entscheidungen zu treffen hatte.
Als Abteilungen bestanden:
- die „Zentrale“: als zentrales Sekretariat für die Korrespondenz mit den Deutschen und die gesamte Verwaltung zuständig.
- Meldebüro: eine auf deutschen Befehl eingerichtete Zentrale, welche die Personaldaten aller Ghettobewohner registrierte.
- Statistik-Abteilung: zur quantitativen Erfassung aller Lebens- und Arbeitsbereiche des Ghettos.
- Ordnungsdienst (OD): eine Lagerpolizei, die in mehreren Abteilungen 850 bis 1.200 Angehörige hatte und zur Aufrechterhaltung von Ordnung und Sicherheit im Ghetto diente.[15]
- Schnellgericht: das am 11. März 1941 geschaffene Gericht sollte Personen- und Strafsachen verhandeln. Abgeurteilte wurden zur Verbüßung ihrer Haft in das Zentralgefängnis eingewiesen. Dieses Gefängnis war auf deutschen Befehl gebaut worden.
- Versorgungsabteilung: zur Verwaltung von Nahrungsmitteln und Medikamenten, die das Ghetto von deutschen Behörden erhielt.
- Wohnungsabteilung: zur Verwaltung des Wohnraums.
- Gesundheitsabteilung: zur Verwaltung aller Krankenhäuser, Apotheken, Rettungsstationen, Sanitätsdienste, Altenheime, Waisenhäuser.
- Schulabteilung: ihr unterstanden die Schulen im Ghetto und die Heime in Marysin.
- Zentrales Arbeitsamt
- Ghetto-Zeitung in jiddischer Sprache (12. Januar 1941 bis 31. Juli 1944). Der Wallstein Verlag Göttingen veröffentlichte 2007 die Zeitungsartikel als Ghetto-Chronik in fünf Bänden. Möglich war dies, weil Chajim Rumkowski, Briefträger in der Administration der Judenältesten kurz bevor das Ghetto aufgelöst wurde die Manuskripte versteckte  und nach dem Krieg nach Lodz zurückkehrte und die in Koffern verpackten Aufzeichnungen barg und an jüdische Archive weiter leitete.[16] In Polnisch erschien die Getto-Chronik 2009. Im Juni 2011 wurde der letzte Jahrgang der Getto-Chronik  online publiziert.[17]
- Aussiedlungskommission: ein auf deutschen Befehl geschaffenes Büro zur Erstellung von Listen für Transporte, Deportationen etc.
- Im „Archiv des Judenältesten“ begannen im Winter 1943 dessen Mitarbeiter, eine „Enzyklopädie des Gettos“ zusammenzustellen, um die Personen, Institutionen, Erfahrungen und Sprachen in dieser Zwangsgemeinschaft zu dokumentieren.[18] Verfasser der Enzyklopädie waren die 15 Mitarbeiter der Ghetto-Zeitung. Der Schriftsteller, Journalist und Zionist Oskar Rosenfeld, ebenfalls Autor und Mitherausgeber der Ghetto-Zeitung, bezeichnete die Enzyklopädie als „lexikale Kulturgeschichte des Ghettos Litzmannstadt“. 2020 veröffentlichte der Wallstein Verlag die „Enzyklopädie des Ghettos Lodz/Litzmannstadt“. Hauptbestandteil des Werks ist eine handschriftliche im Ghetto verfasste Liste mit 1292 lexikalischen Begriffen, die ausführlich erläutert werden. Das Buch enthält daneben detaillierte Informationen über das Ghetto selbst und den Werdegang der schriftlichen Dokumente in dem Ghetto.[19]

Alle diese und weitere Einrichtungen sollten neben der Arbeitserleichterung für die SS auch für Polen und polnische Juden den Eindruck von Normalität und ernstgemeinter jüdischer „Selbstverwaltung“ vortäuschen.

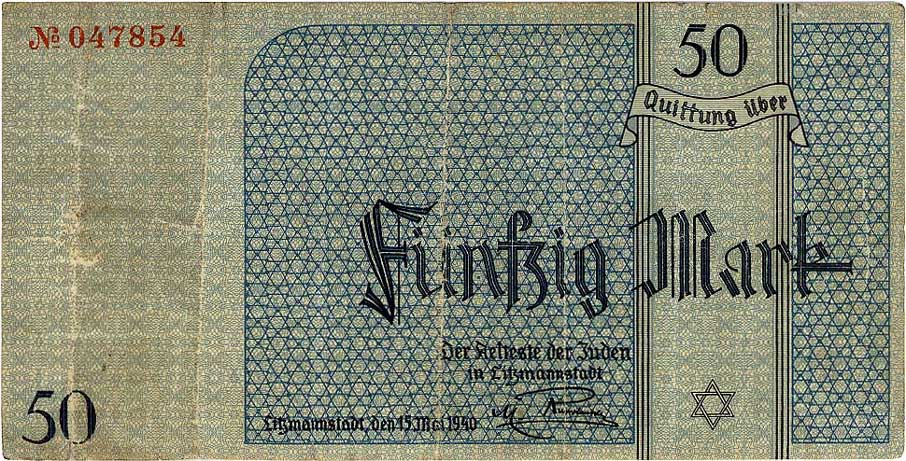
Ghettogeld 50 Mark Vorderseite

Am 24. Juni 1940 veröffentlichte der Judenälteste Rumkowski die Bekanntmachung, dass ab dem 28. Juni 1940 nur noch Ghettogeld – Rumkowski sprach von Mark-Quittungen – für Zahlungen im Ghetto verwendet werden dürfe.

### Deportationslisten
Eine der aufgezwungenen Aufgaben des Judenrates war die Zusammenstellung der Listen für die kommenden Transporte, denn diese betraf unmittelbar die Ermordung der eigenen Glaubensbrüder und -schwestern. Zwar gaukelten die Nationalsozialisten den Juden immer noch vor, sie würden im Osten zu Arbeitseinsätzen herangezogen, doch keines der Mitglieder des Judenrates glaubte diesen Lügen. Um das Aufkommen von Unruhen zu vermeiden, behaupteten die Mitglieder dieses Rates sowie die Angehörigen der jüdischen „Sicherheitspolizei“, welche von dem Ratsmitglied Leon Rozenblatt geleitet wurde, nach wie vor, man würde die Abtransportierten zum Arbeitseinsatz im Osten gebrauchen.
Dem Judenrat wurden von den Besatzern bestimmte, meist wöchentliche Quoten auferlegt, die es strikt einzuhalten galt. Bei Nichterfüllung der Quoten wurden das ohnehin schon überhaupt nicht ausreichende Essen für die Ghettobewohner noch mehr gekürzt oder andere Strafmaßnahmen verhängt. Zeitweilig betrug die Quote der auszuliefernden Juden wöchentlich 20.000 Personen. Beginnend mit dem 16. Januar wurden im Jahr 1942 bis Mai 55.000 Juden und 5.000 Roma in das Vernichtungslager Kulmhof (Chełmno) deportiert. Die Deportationen in der Woche vom 5. bis zum 12. September 1942 ging als „Aktion Gehsperre“ in die Geschichte ein. Sämtliche Patienten eines Ghetto-Krankenhauses, Kinder sowie alte und gebrechliche Bewohner, insgesamt 12.000 Juden, wurden nach Chełmno in den Tod geschickt.

### Schulen
Um wenigstens ein Minimum an Bildung zu gewährleisten, gab es bis zum Jahr 1942 Schulen im Ghetto. In 23 Elementarschulen lernten etwa 13.000 Kinder, weitere 1278 in zwei Mittelschulen. Es gab 414 unentgeltlich arbeitende Lehrer. Mit der offiziellen Umwandlung des Ghettos in ein Arbeitslager wurden die Schulen 1942 geschlossen.

## Ende des Ghettos

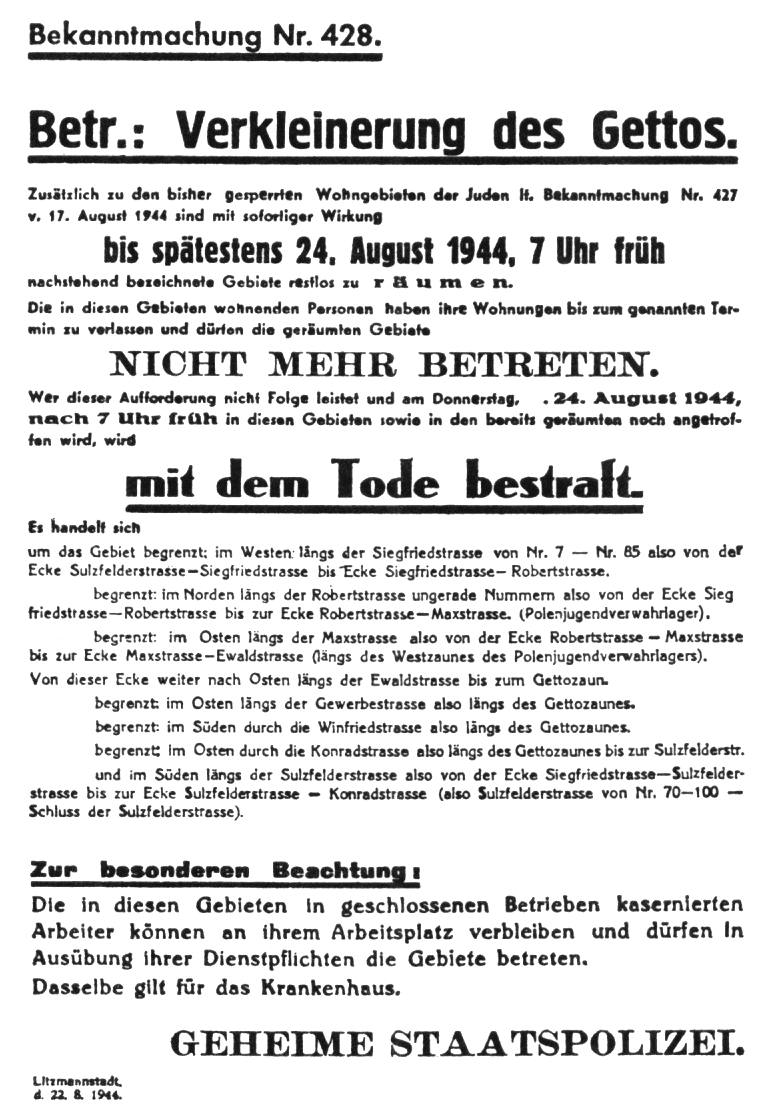
Bekanntmachung zur Verkleinerung des Ghettos vom 22. August 1944

Unter dem Eindruck der vorrückenden Sowjetarmee begann man mit der schrittweisen Auflösung des Ghettos Litzmannstadt. Ursprünglich hatte Himmler geplant, das Ghetto in ein Konzentrationslager umzuwandeln. Stattdessen wurden die Quoten für den Judenrat erhöht, angeblich für Aufräumarbeiten im Reich. In Wirklichkeit wurden viele der Abtransportierten in Auschwitz vergast. Junge und Gesunde wurden aber auch in großer Zahl ins Lager eingewiesen oder als sogenannte „Durchgangsjuden“ ins Deutsche Reich zur Zwangsarbeit in der Rüstungsindustrie weitergeschickt. Mehrere hundert jüdische Frauen gelangten 1944 so beispielsweise in die Außenlager des KZ Flossenbürg in Freiberg (500), Oederan (200) und Hainichen (150).
Am 28. August 1944 wurde Chaim Rumkowski mit seiner Familie im KZ Auschwitz-Birkenau ermordet. Die Liquidation des Ghettos Litzmannstadt ging schnell voran, so dass am 19. Januar 1945 nur noch 870 Mitglieder eines Aufräumkommandos, 30 Kinder und 80 Erwachsene von der einmarschierenden sowjetischen Armee befreit wurden. Sie hatten sich vor den Deportationen verstecken können. Im Aufräumkommando war auch einer der Fotografen der Statistik-Abteilung, Henryk Ross, der damit seine Aufnahmen retten und eine Auswahl beim Eichmann-Prozess 1961 vorlegen konnte.

## Täter und deren Verfolgung
Der Leiter des Sammellagers / Ghettos war seit Mai 1940 Hans Biebow. Reinhard Heydrich, Leiter des Reichssicherheitshauptamtes (RSHA) ernannte ihn am 1. Mai 1940 zum Leiter der „Ernährungs- und Wirtschaftsstelle Ghetto“. Biebow waren die 250 Mitglieder der deutschen „Ghetto-Verwaltung“ sowie der Judenrat im Ghetto Lodz unterstellt, der direkt an ihn berichten musste. Biebow konnte nach Kriegsende zunächst in Deutschland untertauchen, wurde aber 1947 verhaftet. Nachdem ihn die Alliierten an Polen ausgeliefert hatten, wurde er am 30. April 1947 in Łódź zum Tode verurteilt und dort am 23. Juni 1947 hingerichtet. Von Mai 1940 bis zum Februar 1941 leitete Walter Zirpins die Kriminalpolizei im so genannten Roten Haus. Ein spätes Ermittlungsverfahren gegen den inzwischen in der westdeutschen Kripohierarchie bis auf die ministerielle Ebene aufgestiegenen Beamten wurde 1960 kurz vor seiner Pensionierung eröffnet und wieder eingestellt.

## Holocaust-Gedenkstätte Radegast

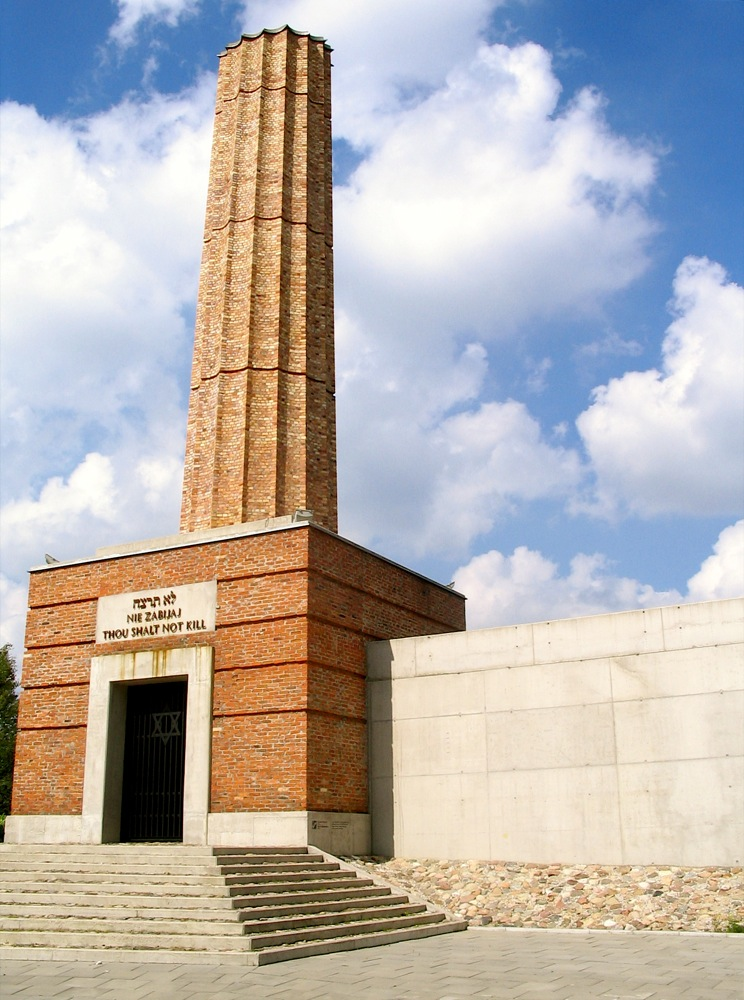
Holocaust-Denkmal Radegast

Im Jahre 2005 wurde auf dem Gelände des ehemaligen Bahnhofs Radegast (poln. Radogoszcz) eine Holocaust-Gedenkstätte eingeweiht. Von dieser Bahnstation wurden in der Zeit vom 16. Januar 1942 bis zum 29. August 1944 mehr als 150.000 Juden in die Vernichtungslager Kulmhof und Auschwitz transportiert. Die Gedenkstätte umfasst das hölzerne Bahnhofsgebäude, in dem ein Museum eingerichtet wurde, einen originalgetreuen Zug der Reichsbahn, Grabsteine und Gedenktafeln sowie einen Tunnel, der zu einem Denkmal führt, das von Czesław Bielecki 2003 in Form eines an ein Krematorium erinnernden Turmes mit der Inschrift „Du sollst nicht töten“ in Hebräisch, Polnisch und Englisch entworfen wurde. Damit wird der Weg in die Vernichtungslager symbolisiert.
In unmittelbarer Nachbarschaft des ehemaligen Ghettogeländes wurde 2004 im Rahmen der Gedenkveranstaltung zum 60. Jahrestag der Auflösung des Ghettos ferner ein Park der Überlebenden, Park Ocalałych, mit einer Fläche von etwa 8,5 ha angelegt. Die Initiative dafür kam von Halina Elczewska, einer Überlebenden des Ghettos. Sie pflanzte auch den ersten „Erinnerungsbaum“ im Gedenken an das Durchlebte. Weitere 363 Bäume wurden von anderen Überlebenden gepflanzt. Es ist der jüngste der Parkanlagen in Łódź.

## Fotografien von 1940 bis 1944
Überliefert ist ein Bestand von rund 500 Farbdias der deutschen Ghettoverwaltung, angefertigt 1940 bis 1944 vom Finanzleiter der deutschen Ghettoverwaltung, Walter Genewein aus Salzburg. Es gibt außerdem Bilder jüdischer Fotografen aus dem sogenannten Getto, die zwischen 1940 und 1944 aufgenommen wurden. Es existieren tausende Fotografien aus nahezu allen Bereichen des Gettos. Die fast 12.000 erhaltenen Kontaktabzüge befinden sich heute im Archiwum Państwowe w Łodzi (Staatsarchiv Łódź). Da sonst nur wenige Fotografien aus den deutschen Judengettos im besetzten Polen existieren, nimmt diese Fotosammlung eine Sonderstellung für die Geschichtswissenschaft ein. Die durch eine Ausstellung bekannten 50 Fotografien aus diesem Fundus dokumentieren das Schicksal von Juden sowie Sinti und Roma in dem 1939 von den deutschen Besatzern errichteten Getto. Alle Fotografien entstanden damals im Auftrag des Litzmannstädter Judenrates. Die Bilder sollten ursprünglich das vermeintlich funktionierende Gemeinwesen in dem Getto belegen. Tatsächlich wird auch durch sie die Unmenschlichkeit des NS-Regimes – zumindest in einigen Fotografien – mehr als deutlich.
Weitere Fotografien von Henryk Ross befinden sich in der Art Gallery of Ontario.